# Pedro Ferrer
Pour les articles homonymes, voir Ferrer.
Pedro Ferrer Mula (né en 1908 à Cuba et mort à une date inconnue) était un footballeur cubain international, qui évoluait en attaque.

## Biographie

### Club
Ferrer évolue durant sa carrière dans la ligue cubaine dans l'équipe de l'Iberia Havana.

### International
Il est également international cubain et participe à la coupe du monde 1938 en France, où il ne marque aucun but.